# Kill Gil, Volumes I & II
"Kill Gil - Volumes 1 e 2" é o nono episódio da 18ª Temporada de Os Simpsons. Ele foi exibido originalmente nos Estados Unidos no canal da FOX, no dia 17 de Dezembro de 2006. Nesse episódio, Gil é demitido de seu emprego de Papai Noel, e então os Simpsons decidem acolhê-lo. Esse episódio teve 8,96 milhões de telespectadores.

## Resumo
Trabalhando no Shopping como Papai Noel, Gil dá erradamente a Lisa uma boneca da Malibu Stacy que pertence à filha do chefe dele. Gil então é despedido, e com pena dele, Os Simpsons o convidam para a ceia de Natal. Mas a família logo vê que foi um grande erro convidá-lo, pois ele fica até tarde da noite sem perceber que estava incomodando os Simpsons.

## Recepção
Esse episódio teve 8.96 milhões de telespectadores. "Os Simpsons" e "American Dad", com 7.48 milhões de telespectadores; ficaram em quarto lugar no número de telespectadores, perdendo para: "Survivor: Cook Islands Finale", "Sunday Night Football" e "The Santa Clause 2". Graças a esse episódio, "Os Simpsons" levou mais um WGA (Writers Guild Award) para sua ficha.